# Фран Бродич
Фран Бродич (хорв. Fran Brodić, нар. 8 січня 1997, Загреб) — хорватський футболіст, нападник угорського клубу «Уйпешт».

## Клубна кар'єра
Народився 8 січня 1997 року в місті Загреб. Вихованець юнацьких команд футбольних клубів «Кустошия», «Загреб» та «Динамо» (Загреб). Бродич дебютував у основному складі «Динамо» 14 квітня 2013 року, вийшовши на заміну на 85-й хвилині замість Марсело Брозовича в домашньому матчі чемпіонату проти «Інтера» (Запрешич), який завершився перемогою з рахунком 2:0. Таким чином у віці 16 років, 3 місяців і 6 днів він став наймолодшим дебютантом в історії «Динамо», побивши рекорд Алена Халіловича (16 років і 101 день). Того сезону цей матч так і залишився єдиним для молодого гравця, а вже у наступному сезоні він взяв участь у 6 матчах в усіх турнірах і навіть забив гол у грі національного кубка.
У серпні 2014 року Бродич перейшов у бельгійське «Брюгге», але так і не дебютував за основну команду з Брюгге, через що здавався в оренду у нижчолігові бельгійські команди «Антверпен» і «Руселаре».
31 січня 2018 року Бродич був відданий в оренду до «Катанії» з італійської Серії С. Після закінчення періоду оренди влітку того ж року «Катанія» підписала з хорватом повноцінний контракт на три сезони. У наступному сезоні 2018/19 він зіграв за італійську команду 22 матчі й забив 1 гол, але надалі втратив місце у команду, тому 2 вересня 2019 року його контракт з «Катанією» було розірвано за взаємною згодою.
11 жовтня 2019 року він підписав контракт з іншим клубом Серії С «Реджаною» до кінця сезону з можливістю продовження ще на один рік. Втім, і у цій команді Фран основним гравцем не став, зігравши за сезон лише 11 ігор, тому по завершенні контракту Бродич повернувся до Хорватії і на правах вільного агента приєднався до клубу «Кустошия» з другого дивізіону. У новій команді Бродич забив 14 голів у 24 іграх чемпіонату, чим зацікавив вищолігові клуби і влітку 2021 року перейшов у «Горицю» (Велика Гориця).
Втім, у вищому дивізіоні у нападника результативність сильно впала і він до кінця року забив лише один гол, тому на початку 2022 року гравця віддали в оренду до клубу другого дивізіону «Вараждин». Тут Бродич до кінця сезону забив 5 голів, допомігши команді виграти Другу лігу, після чого «Вараждин» викупив контракт гравця. У сезоні 2022/23 нападник забив дванадцять голів у чемпіонату, ставши третім найкращим бомбардиром турніру, чим допоміг команді зберегти прописку в еліті. Через це у вересні 2023 року він отримав шанс повернутись до рідного «Динамо» (Загреб), яке заплатило за гравця приблизно за півтора мільйона євро, але залишило в оренді у «Вараджині» ще на рік. Там, у наступному сезоні, він продовжив демонструвати високу результативність, забивши 7 голів за першу половину чемпіонату, тому «Динамо» у січні 2024 року достроково повернуло Бродича з оренди. Забивши 6 голів у дванадцяти іграх чемпіонату до кінця сезону за «Динамо» він з 13 голами став другим найкращим бомбардиром чемпіонату 2023/24, а також допоміг рідному клубу виграти «золотий дубль».
У липні 2024 року Бродич був проданий в угорський «Уйпешт» за 1,5 млн. євро. У своєму першому сезоні у новому клубі він з 8 голами став найкращим бомбардиром клубу у чемпіонаті. Станом на 20 червня 2025 року відіграв за клуб з Будапешта 31 матч в національному чемпіонаті.

## Виступи за збірні
2012 року дебютував у складі юнацької збірної Хорватії (U-16), за яку того року забив 7 голів у 9 іграх. Того ж року став виступати й за збірну до 17 років, з якою поїхав на юнацький чемпіонат Європи 2013 року. у Словаччині. Там хорвати не змогли вийти з групи, посівши 3-тє місце, але цього вистачило аби кваліфікуватись на юнацький чемпіонат світу 2013 року в Об'єднаних Арабських Еміратах. На цьому турнірі Бродич зіграв усі три матчі, але хорвати знову з групи вийти не змогли. Згодом у складі збірної Хорватії до 19 років Фран брав участь у юнацькому чемпіонаті Європи 2016 року у Німеччині, але і тут хорвати не змогли подолати груповий етап. Загалом на юнацькому рівні взяв участь у 45 іграх, відзначившись 16 забитими голами.
23 березня 2017 року зіграв свій єдиний матч у складі молодіжної збірної Хорватії, відігравши перший тайм товариської гри проти Словенії (3:0).

## Статистика виступів

### Статистика клубних виступів
Станом на 10 березня 2024
| Сезон                       | Команда                     | Чемпіонат                   | Чемпіонат | Чемпіонат | Національний кубок | Національний кубок | Національний кубок | Континентальні кубки | Континентальні кубки | Континентальні кубки | Інші змагання | Інші змагання | Інші змагання | Усього | Усього |
| Сезон                       | Команда                     | Ліга                        | Ігор      | Голів     | Ліга               | Ігор               | Голів              | Ліга                 | Ігор                 | Голів                | Ліга          | Ігор          | Голів         | Ігор   | Голів  |
| --------------------------- | --------------------------- | --------------------------- | --------- | --------- | ------------------ | ------------------ | ------------------ | -------------------- | -------------------- | -------------------- | ------------- | ------------- | ------------- | ------ | ------ |
| 2012–13                     | «Динамо» (Загреб)           | 1Л                          | 1         | 0         | КХ                 | 0                  | 0                  | ЛЧ                   | 0                    | 0                    | -             | -             | -             | 1      | 0      |
| 2013–14                     | «Динамо» (Загреб)           | 1Л                          | 4         | 0         | КХ                 | 2                  | 2                  | ЛЧ+ЛЄ                | 0                    | 0                    | СХ            | 0             | 0             | 6      | 2      |
| 2014–15                     | «Брюгге»                    | Д1                          | 0         | 0         | КБ                 | 0                  | 0                  | ЛЄ                   | 0                    | 0                    | -             | -             | -             | 0      | 0      |
| 2015-січ. 2016              | «Брюгге»                    | Д1                          | 0         | 0         | КБ                 | 0                  | 0                  | ЛЧ+ЛЄ                | 0                    | 0                    | СБ            | 0             | 0             | 0      | 0      |
| січ.-черв. 2016             | «Антверпен»                 | Д2                          | 1         | 0         | КБ                 | -                  | -                  | -                    | -                    | -                    | -             | -             | -             | 1      | 0      |
| 2016–17                     | «Брюгге»                    | Д1                          | 0         | 0         | КБ                 | 0                  | 0                  | ЛЧ                   | 0                    | 0                    | SB            | 0             | 0             | 0      | 0      |
| Усього за «Брюгге»          | Усього за «Брюгге»          | Усього за «Брюгге»          | 0         | 0         |                    | 0                  | 0                  |                      | 0                    | 0                    |               | 0             | 0             | 0      | 0      |
| 2017-січ. 2018              | «Руселаре»                  | Д2                          | 3         | 0         | КБ                 | 2                  | 1                  | -                    | -                    | -                    | -             | -             | -             | 5      | 1      |
| січ.-черв. 2018             | «Катанія»                   | C                           | 4         | 2         | КІ-C               | -                  | -                  | -                    | -                    | -                    | -             | -             | -             | 4      | 2      |
| 2018–19                     | «Катанія»                   | C                           | 17+3      | 0         | КІ+КІ-C            | 1+1                | 1+0                | -                    | -                    | -                    | -             | -             | -             | 22     | 1      |
| вер. 2019                   | «Катанія»                   | C                           | 0         | 0         | КІ+КІ-C            | 1+0                | 0                  | -                    | -                    | -                    | -             | -             | -             | 1      | 0      |
| Усього за «Катанію»         | Усього за «Катанію»         | Усього за «Катанію»         | 21+3      | 2         |                    | 3                  | 1                  |                      | -                    | -                    |               | -             | -             | 27     | 3      |
| жовт. 2019–20               | «Реджяна»                   | C                           | 11        | 0         | КІ-C               | -                  | -                  | -                    | -                    | -                    | -             | -             | -             | 11     | 0      |
| 2020–21                     | «Кустошия»                  | 2Л                          | 24        | 14        | КХ                 | 0                  | 0                  | -                    | -                    | -                    | -             | -             | -             | 24     | 14     |
| 2021-січ. 2022              | «Гориця» (Велика Гориця)    | 1Л                          | 9         | 1         | КХ                 | 1                  | 0                  | -                    | -                    | -                    | -             | -             | -             | 10     | 1      |
| січ.-черв. 2022             | «Вараждин»                  | 2Л                          | 14        | 5         | КХ                 | -                  | -                  | -                    | -                    | -                    | -             | -             | -             | 14     | 5      |
| 2022–23                     | «Вараждин»                  | ФЛ                          | 34        | 12        | КХ                 | 1                  | 1                  | -                    | -                    | -                    | -             | -             | -             | 35     | 13     |
| 2023-січ. 2024              | «Вараждин»                  | ФЛ                          | 12        | 7         | КХ                 | 1                  | 0                  | -                    | -                    | -                    | -             | -             | -             | 13     | 7      |
| Усього за «Вараждин»        | Усього за «Вараждин»        | Усього за «Вараждин»        | 60        | 24        |                    | 2                  | 1                  |                      | -                    | -                    |               | -             | -             | 62     | 25     |
| січ.-черв. 2024             | «Динамо» (Загреб)           | ФЛ                          | 5         | 1         | КХ                 | 1                  | 1                  | ЛК                   | 0                    | 0                    | СХ            | -             | -             | 6      | 2      |
| Усього за «Динамо» (Загреб) | Усього за «Динамо» (Загреб) | Усього за «Динамо» (Загреб) | 10        | 1         |                    | 3                  | 3                  |                      | 0                    | 0                    |               | 0             | 0             | 13     | 4      |
| Усього за кар'єру           | Усього за кар'єру           | Усього за кар'єру           | 142       | 42        |                    | 11                 | 6                  |                      | 0                    | 0                    |               | 0             | 0             | 153    | 48     |